# Луда кућа (филм из 1980)
„Луда кућа” је југословенски филм први пут приказан 9. јула 1980. године. Режирао га је Љубиша Ристић а сценарио су написали Нермина Феризбеговић, Нада Кокотовић, Љубиша Ристић и Лазар Стојановић.

## Улоге
| Глумац             | Улога          |
| ------------------ | -------------- |
| Инге Апелт         | Павица Безјак  |
| Ена Беговић        | Маја Бенић     |
| Јанез Бермез       | Миховил Безјак |
| Миљенко Брлечић    | Илегалац       |
| Ратко Буљан        | Преводитељ     |
| Антониа Цутић      | Анкица         |
| Петар Добрић       | Блаж Шоштарић  |
| Борис Фестини      | Кино оператер  |
| Зденка Хершак      | Хеда Перак     |
| Игор Ковачевић     | Бруно Рудеш    |
| Миодраг Кривокапић | Шеф полиције   |

Остале улоге  ▼
| Глумац            | Улога                 |
| ----------------- | --------------------- |
| Саша Кузмановић   | (као Саша Станојевић) |
| Перица Мартиновић | Ева Рудеш             |
| Стане Потиск      |                       |
| Ива Пухало        | Нера Безјак           |
| Тина Пухало       | Дора Безјак           |
| Фрањо Штефуљ      | Водич пса             |
| Јелица Влајки     | Ирина Шоштарић        |
| Звонимир Зоричић  | Фрањо Рудеш           |